# Pablo Ozuna
Pour les articles homonymes, voir Ozuna (homonymie).
Pablo Ozuna, né le 25 août 1974 à Saint-Domingue (République dominicaine), est un joueur dominicain de baseball évoluant en Ligue majeure de baseball avec les Philadelphia Phillies. Après la saison 2008, il compte 309 matchs joués pour 3 coups de circuit. 